# Milà-Sanremo 2009
La Milà-Sanremo 2009 fou l'edició número 100 d'aquesta clàssica ciclista de primavera, un dels 5 monuments ciclistes.
Es disputà el dissabte 21 de març de 2009 i el seu vencedor fou el britànic Mark Cavendish (Columbia -High Road), qui es va imposar a l'esprint final a l'alemany Heinrich Haussler (Cérvelo TestTeam) després de 298 quilòmetres de recorregut. El noruec Thor Hushovd (Cérvelo TestTeam) va encapçalar el gran grup, que contenia la resta d'aspirants al triomf i que va creuar la línia d'arribada només dos segons després del guanyador.
Era el primer cop que Mark Cavendish disputava la prova, motiu pel qual s'havia exclòs del grup de favorits; però fou capaç de seguir l'atac de Haussler i d'avançar-lo a l'esprint final, succeint Fabian Cancellera al palmarès de la prova.
En aquesta edició hi hagué nombroses baixes de darrera hora entre els favorits. L'espanyol Óscar Freire no pogué prendre-hi part per culpa de les lesions sofertes en una caiguda durant la darrera edició de la Volta a Califòrnia. Tampoc no hi foren presents Fränk Schleck, Alessandro Ballan, el vigent campió del món, ni Fabian Cancellara (vencedor de l'edició precedent).
Per contra, la cursa suposà el retorn a la competició a Europa de Lance Armstrong, qui finalitzà 125è la prova, arribant a més de 8 minuts del vencedor.

## Classificació final
| \| Classificació general \| Classificació general \| Classificació general \| Classificació general \| Classificació general \| \| Corredor \| Corredor \| Equip \| Temps \| \| \| --------------------- \| --------------------- \| ------------------------------ \| --------------------- \| --------------------- \| \| 1r \| Mark Cavendish \| Columbia-High Road \| 6h 42' 45" \| \| \| 2n \| Heinrich Haussler \| Cervélo TestTeam \| + 0" \| \| \| 3r \| Thor Hushovd \| Cervélo TestTeam \| + 2" \| \| \| 4t \| Allan Davis \| Quick Step \| + 2" \| \| \| 5è \| Alessandro Petacchi \| LPR Brakes-Farnese Vini \| + 2" \| \| \| 6è \| Daniele Bennati \| Liquigas \| + 2" \| \| \| 7è \| Aitor Galdós Alonso \| Euskaltel-Euskadi \| + 2" \| \| \| 8è \| Enrico Rossi \| Nankang-Fondriest \| + 2" \| \| \| 9è \| Luca Paolini \| Acqua & Sapone - Caffè Mokambo \| + 2" \| \| \| 10è \| Peter Velits \| Team Milram \| + 2" \| \| \| 11è \| Lloyd Mondory \| AG2R La Mondiale \| + 2" \| \| \| 12è \| Martin Elmiger \| AG2R La Mondiale \| + 2" \| \| \| 13è \| Greg Van Avermaet \| Silence-Lotto \| + 2" \| \| \| 14è \| Karsten Kroon \| Saxo Bank \| + 2" \| \| \| 15è \| Tom Boonen \| Quick Step \| + 2" \| \| \| 16è \| Assan Bazàiev \| Astana \| + 2" \| \| \| 17è \| Francesco Gavazzi \| Lampre-NGC \| + 2" \| \| \| 18è \| Christian Knees \| Team Milram \| + 2" \| \| \| 19è \| Julian Dean \| Garmin-Slipstream \| + 2" \| \| \| 20è \| Manuele Mori \| Lampre-NGC \| + 2" \| \| |                     |                                |            |
| |                     |                                |            |
| |                     |                                |            |
| Classificació general |                     |                                |            |
| Corredor | Corredor            | Equip                          | Temps      |
| 1r | Mark Cavendish      | Columbia-High Road             | 6h 42' 45" |
| 2n | Heinrich Haussler   | Cervélo TestTeam               | + 0"       |
| 3r | Thor Hushovd        | Cervélo TestTeam               | + 2"       |
| 4t | Allan Davis         | Quick Step                     | + 2"       |
| 5è | Alessandro Petacchi | LPR Brakes-Farnese Vini        | + 2"       |
| 6è | Daniele Bennati     | Liquigas                       | + 2"       |
| 7è | Aitor Galdós Alonso | Euskaltel-Euskadi              | + 2"       |
| 8è | Enrico Rossi        | Nankang-Fondriest              | + 2"       |
| 9è | Luca Paolini        | Acqua & Sapone - Caffè Mokambo | + 2"       |
| 10è | Peter Velits        | Team Milram                    | + 2"       |
| 11è | Lloyd Mondory       | AG2R La Mondiale               | + 2"       |
| 12è | Martin Elmiger      | AG2R La Mondiale               | + 2"       |
| 13è | Greg Van Avermaet   | Silence-Lotto                  | + 2"       |
| 14è | Karsten Kroon       | Saxo Bank                      | + 2"       |
| 15è | Tom Boonen          | Quick Step                     | + 2"       |
| 16è | Assan Bazàiev       | Astana                         | + 2"       |
| 17è | Francesco Gavazzi   | Lampre-NGC                     | + 2"       |
| 18è | Christian Knees     | Team Milram                    | + 2"       |
| 19è | Julian Dean         | Garmin-Slipstream              | + 2"       |
| 20è | Manuele Mori        | Lampre-NGC                     | + 2"       |

Hi ha 197 ciclistes inscrits, 162 dels quals acabaren la cursa